# Mila Sivatskaya
Mila Alekseevna Sivatskaya (en ucraniano: Міла Олексіївна Сивацька; Kiev, 3 de diciembre de 1998) es una actriz de cine ucraniana, conocida por su papel de Vasilisa en la trilogía de fantasía rusa «El Último Héroe» (en ruso: Последний богатырь).

## Biografía
Nació en Ucrania el 3 de diciembre de 1998. Comenzó a bailar cuando era niña. En 2011, participó en la selección nacional ucraniana para el Festival de la Canción de Eurovisión Junior como parte de la banda de chicas, «Flash Drives». En 2012, participó en el concurso The Voice para niños ucranianos. Trabajó como modelo fotográfica, apareciendo en las portadas de revistas y catálogos infantiles. Fue presentadora en la televisión Pershyi Natsionalnyi. Ha actuado en películas desde la edad de diez años.
A la edad de 19 años, interpretó uno de los papeles principales en el cuento de hadas de comedia rusa «El Último Héroe» (2017), que se convirtió en la película más taquillera en la historia del cine de Rusia solo un mes después de su estreno.
Sivatskaya criticó la invasión rusa de Ucrania de 2022 y, en abril de 2022, se le prohibió ingresar al territorio de la Federación Rusa.

## Filmografía seleccionada
- 2014 — Synevyr (Ivanka)
- 2017 — El Último Héroe (Vasilisa la Sabia)
- 2020 — El Último Héroe: la raíz del mal (Vasilisa la Sabia)
- 2020 — Cosacos. Historia totalmente falsa (Mariana)
- 2021 — El Último Héroe: Un mensajero de la oscuridad (Vasilisa la Sabia)